# Kanada na Zimowych Igrzyskach Olimpijskich 1924
Kanadę na Zimowych Igrzyskach Olimpijskich 1924 reprezentowało dwunastu zawodników. Był to pierwszy start Kanady na zimowych igrzyskach olimpijskich.

## Zdobyte medale
| Medal | Zawodnik | Dyscyplina      | Konkurencja      |
| ----- | --- | --------------- | ---------------- |
| Złoto | Jack Cameron Ernie Collett Bert McCaffrey Harold McMunn Dunc Munro Beattie Ramsay Cyril Slater Hooley Smith Harry Watson | Hokej na lodzie | Turniej mężczyzn |

## Skład kadry

### Hokej na lodzie
Faza grupowa
Tabela
Lp. = lokata, M = liczba rozegranych spotkań, W = Wygrane,  P = Porażki, G+ = Gole strzelone, G- = Gole stracone
| Lp. | Zespół         | M | W | P | G + | G – | +/- |
| --- | -------------- | - | - | - | --- | --- | --- |
| 1   | Kanada         | 3 | 3 | 0 | 85  | 0   | 0   |
| 2   | Szwecja        | 3 | 2 | 1 | 18  | 25  | -7  |
| 3   | Czechosłowacja | 3 | 1 | 2 | 14  | 41  | -27 |
| 4   | Szwajcaria     | 3 | 0 | 3 | 2   | 53  | -51 |

Wyniki
| 28 stycznia 1924 | Kanada | 30:0 | Czechosłowacja |  |

|  |  | (8:0,14:0,8:0) |

| 29 stycznia 1924 | Kanada | 22:0 | Szwecja |  |

|  |  | (5:0,7:0,10:0) |

| 30 stycznia 1924 | Kanada | 33:0 | Szwajcaria |  |

|  |  | (8:0,11:0,14:0) |

Faza finałowa
Tabela
Lp. = lokata, M = liczba rozegranych spotkań, W = Wygrane,  P = Porażki, G+ = Gole strzelone, G- = Gole stracone
| Lp. | Zespół            | M | W | P | G + | G – | +/- |
| --- | ----------------- | - | - | - | --- | --- | --- |
| 1   | Kanada            | 3 | 3 | 0 | 47  | 3   | 44  |
| 2   | Stany Zjednoczone | 3 | 2 | 1 | 32  | 6   | 26  |
| 3   | Bułgaria          | 3 | 1 | 2 | 6   | 33  | -27 |
| 4   | Szwecja           | 3 | 0 | 3 | 3   | 46  | -43 |

Wyniki
| 1 lutego 1924 | Kanada | 19:2 | Wielka Brytania |  |

|  |  | (6:2,6:0,7:0) |

| 2 lutego 1924 | Kanada | 6:1 | Stany Zjednoczone |  |

|  |  | (2:1,3:0,1:0) |

### Łyżwiarstwo figurowe
Soliści
- Melville Rogers – 7. miejsce

Solistki
- Cecil Smith – 6. miejsce

Pary
- Cecil Smith/Melville Rogers – 7. miejsce

### Łyżwiarstwo szybkie
- Charles Gorman

500 m – 7. miejsce
1500 m – 11. miejsce
5000 m – nie ukończył
Wielobój – nie ukończył